# تكوين حصيني
التكوين الحصينى أو تكوين قرن آمون هو بنية مركبة توجد في الفص الصدغي للدماغ، ولا يوجد إجماع حول المناطق الدماغية التي يشملها هذا المصطلح، إلا أن البعض قد حددهعلى أنه يتكون من التلفيف المسنن، الحصين (قرن آمون) ومرفد الحصين؛ فيما أضاف آخرون إلى ما سبق كل من قادمة المرفد ومجاور المرفد والقشرة الشمية الداخلية.  ويُعتقد أن التكوين الحصيني يلعب دورًا في الذاكرة والملاحة المكانية والانتباه. ويتشابه التصميم والمسارات العصبية داخل التكوين الحصيني بشكل كبير في جميع الثدييات. 

## التاريخ والوظيفة
بداية وخلال فترة القرنين التاسع عشر وأوائل القرن العشرين واستنادًا إلى حد كبير على الملاحظة التي أشارت إلى اختلاف حجم البصلة الشمية بين الأنواع من حيث حجم التلفيف المحيط بالحصين، فقد كان يُعتقد أن تكوين الحصين جزء من نظام الشم. 
افترض بابيز عام 1937 أن الدائرة العصبية التي تتضمن التكوين الحصيني تُشكل الركيزة العصبية للسلوك العاطفي، وأفاد كل من كلوفر وبوسي أن الاستئصال الجراحي للتكوين الحصيني واللوزة الدماغية في القرود كان له تأثير عميق على الاستجابات العاطفية. وكنتيجة لهذه المنشورات فقد بدأت فكرة أن التكوين الحصيني مكرسًا للشم في الاضمحلال  (وفي الوقت الحالي هناك القليل من الأدلة على فكرة أن التكوين الحصيني يشارك مباشرة في العاطفة.) [بحاجة لمصدر]

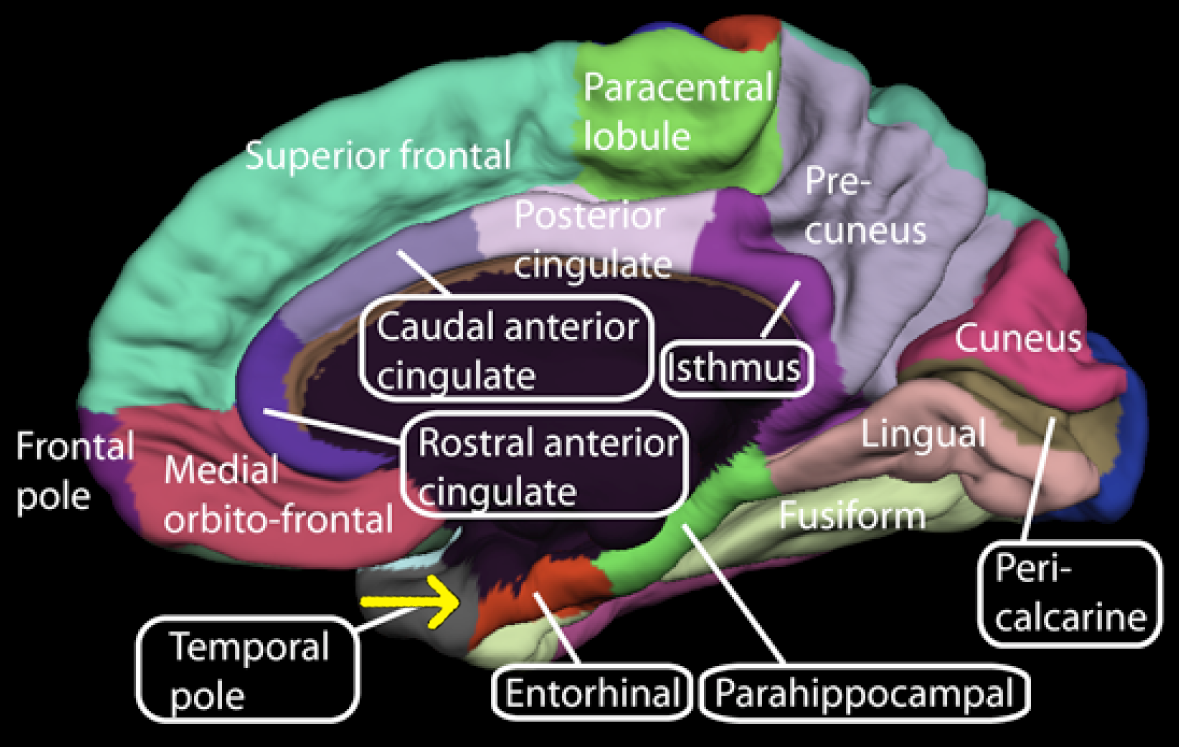
السطح الإنسي (الداخلي) لنصف الكرة الأيمن، الدماغ البشري

أشار ألف برودال في مراجعة مهمة عام 1947 إلى أن أنواع الثدييات التي ليس لديها شعور بالرائحة يكون لديها التكوين الحصيني سليم تمامًا، كما أن إزالة التكوين الحصيني لم يؤثر على قدرة الكلاب على أداء المهام التي تعتمد على حاسة الشم، وأنه لم يوجد أية ألياف عصبية معروفة بالفعل لتحمل المعلومات مباشرة من البصلة الشمية إلى أي جزء من أجزاء التكوين الحصيني. على الرغم من العثور على مدخلات مباشرة ضخمة من البصلة الشمية إلى القشرة الشمية الداخلية لاحقًا،  وتقول النظرة الحالية أن التكوين الحصيني ليس جزءًا لا يتجزأ عن الجهاز الشمي. 
وصف عالم الأعصاب الروسي فلاديمير بختيريف عام 1900 اثنين من المرضى الذين يعانون من عجز كبير في الذاكرة، وعند تشريحهم وُجد تلين في الحصين والأنسجة المجاورة؛ وأبلغ سكوفيل وميلنر عام 1957 عن فقدان ذاكرة في سلسلة من المرضى بعد إزالة الفص الصدغي لهم. وبفضل هذه الملاحظات والكثير من الأبحاث اللاحقة فقد أصبح من المقبول الآن وعلى نطاق واسع أن نقول أن التكوين الحصيني يلعب دورًا في بعض جوانب الذاكرة. 
أشارت أدلة معتمدة على تخطيط أمواج الدماغ من عام 1938 حتى الوقت الحاضر، بجانب تقنيات التصوير الحديثة إلى وجود دور لبعض أجزاء التكوين الحصيني (بالتنسيق مع القشرة الحزامية الأمامية) في التحكم بالانتباه. 